# 有机镓化学
有机镓化学是研究含碳-镓键化合物的化学分支。由于镓在自然界含量稀少、分布分散，故没有同族的硼和铝研究的广泛而深入。在有机镓化合物中，镓主要以+3氧化态的形式出现，低价态的镓和镓簇合物也已被发现。

## 制备
三烃基镓可以由三卤化镓和格氏试剂或有机锂试剂反应得到：
GaCl3 + 3 MesMgBr —Et2O→ Mes3Ga + 3 MgBrCl （Mes=均三甲苯基）
GaCl3 + 3CpLi —Et2O→ Cp3Ga + 3 LiCl
镓和二烃基汞反应也能得到三烃基镓：
2 Ga + 3 Ph2Hg → 2 Ph3Ga + 3 Hg

## 结构
三烃基镓的结构和三烃基铝不同，三烃基镓在气相和溶液中都以单体的形式存在，而固态一般为缔合状态。如在三甲基镓的晶体结构中，Ga和CH3之间通过弱相互作用形成四聚体，这些四聚体再通过Ga和CH3之间更弱的相互作用形成二维网状结构。

## 性质
三烃基镓性质活泼，对空气和水都不稳定。三烃基镓具有路易斯酸性，可以和路易斯碱形成配合物。
三烃基镓可以被卤素或卤化氢彻底分解：
(CH3)3Ga + 3 I2 → 3CH3I + GaI3
(CH3)3Ga + 3 HI → 3 CH4 + GaI3